# Kadur
Kadur è una città dell'India di 30.802 abitanti, situata nel distretto di Chickmagalur, nello stato federato del Karnataka. In base al numero di abitanti la città rientra nella classe III (da 20.000 a 49.999 persone).

## Geografia fisica
La città è situata a 13° 33' 27 N e 76° 01' 00 E.

## Società

### Evoluzione demografica
Al censimento del 2001 la popolazione di Kadur assommava a 30.802 persone, delle quali 15.682 maschi e 15.120 femmine. I bambini di età inferiore o uguale ai sei anni assommavano a 3.598, dei quali 1.843 maschi e 1.755 femmine. Infine, coloro che erano in grado di saper almeno leggere e scrivere erano 21.022, dei quali 11.503 maschi e 9.519 femmine.